# Gezondheidsvaardigheden
Gezondheidsvaardigheden zijn de vaardigheden om informatie over gezondheid te verkrijgen, te begrijpen, te beoordelen en te gebruiken bij het nemen van beslissingen over je gezondheid. Er bestaan ook bredere definities, waarbij ook motivatie wordt meegenomen. Een deel van de mensen met beperkte gezondheidsvaardigheden is laaggeletterd.
Voor het jaar 2019 wordt geschat dat zo'n 29% van de Nederlanders beperkte gezondheidsvaardigheden heeft. In België wordt dit percentage voor het jaar 2018 geschat op 33% van de bevolking.
Personen met beperkte gezondheidsvaardigheden hebben onder andere moeite met:
- de weg vinden in de zorg
- folders, websites, formulieren en bijsluiters begrijpen
- (uitnodigings)brieven en mails begrijpen
- de uitleg  of instructies van een arts begrijpen
- medicijnen op de juiste manier innemen

De kloof in communicatieniveau tussen zorgaanbieder en zorgvrager kan grote gevolgen hebben voor de gezondheid of de uitkomst van de behandeling. Daarmee draagt dit bij aan de grote gezondheidsverschillen die bestaan in de samenleving. Er is een verband tussen beperkte gezondheidsvaardigheden en hogere sterftecijfers.
Oplossingen om deze communicatiekloof te dichten liggen bij het verbeteren van vaardigheden, maar ook bij het begrijpelijker en toegankelijker maken van de gezondheidszorg.

## Expertise in Nederland
Onder andere  Pharos, een expertisecentrum voor gezondheidsverschillen, biedt kennis over het onderwerp voor professionals en organisaties. Dit centrum coördineert sinds 2016 het netwerk 'Alliantie Gezondheidsvaardigheden' voor het uitwisselen van kennis over het thema gezondheidsvaardigheden.